# Diogo de Teive Vasconcelos Cabral
Diogo de Teive Vasconcelos Cabral (Angra, 3 de janeiro de 1785 — Lisboa, 31 de julho de 1836) foi um oficial do Corpo de Engenheiros do Exército Português, lente da Real Academia de Artilharia, Fortificação e Desenho, sócio-correspondente da Academia Real das Ciências de Lisboa e publicista.

## Biografia
Nasceu em Angra, filho do poeta João Cabral de Melo. Emigrou para o Brasil, onde frequentou na cidade do Rio de Janeiro a Real Academia Militar, iniciando uma carreira como oficial de engenharia militar.
Foi nomeado em 2 de março de 1820, com posto de capitão do Real Corpo de Engenheiros, para exercer as funções de lente substituto da cadeira de Matemática da Real Academia de Artilharia, Fortificação e Desenho, instituição sediada na cidade do Rio de Janeiro.
No ano seguinte ofereceu-se como voluntário para realizar uma comissão na fortificação das ilhas de Cabo Verde, sendo nessa altura promovido a major. Passou por Lisboa e, depois de várias peripécias com as Cortes Constituintes de 1820, que se recusavam a cumprir as ordens régias, acabou por seguir para Cabo Verde, onde foi governador.
Em 1827 foi enviado ao Rio de Janeiro a cumprimentar D. Pedro IV, tendo no regresso naufragado na Baía. Já em Lisboa, em 1828, foi nomeado professor da Academia Real de Fortificação, Artilharia e Desenho.
Acusado de simpatias liberais, foi preso no Castelo de São Jorge, em 1831, permanecendo encarerado até ser libertado pelas tropas liberais que tomaram Lisboa em 24 de Julho de 1833. Passou então a trabalhar nas fortificações da capital e, depois, de Setúbal. Foi promovido a tenente-coronel engenheiro em 1835, posto em que faleceu.

## Obras publicadas
Para além de colaboração dispersa por múltiplos periódicos, é autor da seguinte monografia:
- Memória Destinada a Facilitar a Intelligencia da Theoria da Balistica de Mr. Bézout. Lisboa, Imprensa Nacional, 1834.